# برت آیتکن
برت آیتکن (انگلیسی: Brett Aitken؛ زادهٔ ۲۵ ژانویهٔ ۱۹۷۱) دوچرخه‌سوار اهل استرالیا است.
وی در مسابقات کشوری و بین‌المللی در مجموع برندهٔ ۳ مدال طلا، ۲ مدال نقره، ۲ مدال برنز شده‌است.